# SN 1964G
SN 1964G – supernowa odkryta 2 czerwca 1964 roku w galaktyce MCG +07-34-16. W momencie odkrycia miała maksymalną jasność 16,00m.